# Wirt und Gast
Wirt und Gast, oder Aus Scherz Ernst (título original en alemán; en español, Anfitrión y huésped, o una broma tomada en serio) es la segunda ópera que compuso Giacomo Meyerbeer. El libreto es de Johann Gottlieb Wohlbrück, basado en un cuento de Las mil y una noches titulado «Historia de la durmiente despierta». Se estrenó en el Hoftheater de Stuttgart de 6 de enero de 1813. Una representación en Vienna, bajo el título Alimelek, fue un fiasco.

## Personajes
| Personaje                                  | Tesitura | Reparto del estreno, 1813 (Director de orquesta: Conradin Kreutzer) |
| ------------------------------------------ | -------- | ------------------------------------------------------------------- |
| Harún al-Rashid, califa de Bagdad          | bajo     | M. Gossler                                                          |
| Irène, sobrina de Harún al-Rashid          | soprano  | Karoline Wilhelmine Meier                                           |
| Alimelek, joven y rico habitante de Bagdad | tenor    | Johann Baptist Krebs                                                |
| Giafar, gran visir de Harún al-Rashid      | tenor    | Johann Nepomuk Schelble                                             |
| Ibrahim, mayordomo de Alimelek             | bajo     | M. Löhse                                                            |